# غونل أندريه
غونل أندريه (بالسويدية: Gunnel André)‏ هي ثيولوجية وقسيسة سويدية، ولدت في 6 أغسطس 1946 في أوربرو في السويد.